# Pelopidas thrax
Pelopidas thrax ist ein Schmetterling aus der Familie der Dickkopffalter (Hesperiidae). Die Art kann durch Massenvermehrung als Schädling an Reispflanzen auftreten. Durch die Namensähnlichkeit bzw. Identität des Artnamens wird die Art häufig mit Erionota thrax (Linné, 1767) verwechselt, die ebenfalls zu den Dickkopffaltern gehört.

## Merkmale
Die Falter haben eine Flügelspannweite von 35 bis 42 mm. Die Grundfarbe der Vorder- und Hinterflügel ist braun. Die Oberseite weist eine Reihe unterschiedlich großer, weißer Flecke auf. Bei den Männchen zeigt die Oberseite der Vorderflügel einen schmalen, weißen Duftschuppenfleck. Die durchscheinenden Flecke sind anders angeordnet als bei Gegenes nostrodamus und Gegenes pumilio.
Das Ei ist zunächst gelblich und wird später lachsfarben. Es ist abgeflacht, etwa 0,9 mm hoch und misst 1,5 mm im Durchmesser. Die Oberfläche ist mit ca. 60 sehr feinen länglichen Rippen bedeckt, die etwa zwei Drittel der Höhe einnehmen (von der Basis gerechnet). Sie kreuzen sich mit waagrechten Linien. Die Eiraupen schlüpfen nach acht Tagen.
Die Raupe wird bis 35 mm lang (L6-Stadium). Der Körper ist hellgrün mit einer dunkleren Rückenlinie. Die Nebenrückenlinien und die Seitenlinien sind heller als die Grundfarbe. Der Kopf ist hellbraun, oft mit einer dunkelbraunen Linie um den Kopf herum. Es werden sechs Larvalstadien gebildet.
Die Puppe ist etwa 32 mm lang, relativ schlank mit einem 3 mm langen Fortsatz am Kopf, der leicht nach oben oder nach unten zeigt. Sie ist gelblich weiß mit einer leicht helleren Subdorsallinie. Die Rüsselscheide erstreckt sich ein Segment über die Flügelscheiden hinaus.

## Geographische Verbreitung und Lebensraum
Pelopidas thrax kommt in Griechenland, der West- und Südwest-Türkei, Zypern, Syrien, Libanon, Israel, die Arabische Halbinsel, Irak, Iran bis Pakistan vor sowie in Afrika.
Die Art ist in Griechenland nur von den Inseln Samos und Rhodos bekannt, wo sie in Höhenlagen von 0 bis 75 Meter zu finden ist. Möglicherweise existieren Vorkommen auf weiteren der Türkei nahe gelegenen Inseln. Die Art besiedelt dort trocken-heiße und grasige Stellen in tief liegenden Gebieten der Küste. Auch im übrigen Verbreitungsgebiet bevorzugt die Art trocken-heiße Gebiete, wo noch die Raupennahrungspflanzen wachsen.

## Lebensweise
Der Generationsverlauf der Art ist noch weitgehend unbekannt und dürfte aufgrund des großen Verbreitungsgebietes auch sehr unterschiedlich sein. In Griechenland ist die Flugzeit der Falter im Juni. In der Türkei werden zwei Generationen ausgebildet, die Falter der ersten Generation fliegen von Mai bis Juli, die Falter der zweiten Generation von Ende September bis Mitte Oktober. Die Ontogenie wurde aber erst kürzlich anhand von Material aus Oman studiert.
Die Falter sind langsame, aber kräftige Flieger. Die Art gilt als Wanderfalter.
Die Weibchen legen die Eier einzeln auf die Futterpflanzen ab.
Es ist nicht bekannt, von welchen Pflanzen sich die Raupen in Europa ernähren. In Nordafrika fressen sie an Rispenhirse (Panicum miliaceum). Im Libanon tritt die Art manchmal als Getreideschädling auf. Von Ostafrika wird angegeben, dass die Raupe an Gräsern frisst. In Oman ist Saccharum kajkaiense als Raupennahrungspflanze nachgewiesen.
Die Raupen leben in Verstecken, die sie aus Blättern der Nahrungspflanze anfertigen. Junge Raupenrollen die seitlichen Ende eines Blattes nach oben ein, bis sich die beiden Ränder treffen und fixieren sie mit Strängen aus Spinnfäden. Sie fressen vom Versteck aus am Blatt distal oder basal. Größere Raupen fertigen aus mehreren miteinander versponnenen Blättern ein röhrenförmiges Versteck.
Die Verpuppung findet in einem Gespinst im Versteck der erwachsenen Raupe statt. Der Innenraum ist mit einer dünnen Lage einer weißen, wachsartigen Substanz ausgekleidet, die aber nicht auf der Puppe selbst gefunden wurde. Im Freien gesammelte Puppen ergaben in der Zucht spätestens nach 13 Tagen den Falter, d. h. die Puppenruhe beträgt mindestens zwei Wochen.

## Systematik und Nomenklatur
Die Systematik und Nomenklatur dieser Art ist verwickelt. Carl von Linné beschrieb 1767 auf S. 794 der 12. Auflage der Systema Naturae einen Schmetterling unter P[apilio]. P[lebejus Urbicola]. Thrax. Er verweist dazu auf die Abbildung 2 auf Tafel 42 im Werk "Icones insectorum rariorum" des Carl Alexander Clerck, das 1764 publiziert wurde.
Jacob Hübner bildete in seinem Werk "Sammlung exotischer Schmetterlinge" auf der 1821 publizierten Tafel 150 einen Schmetterling unter dem Namen Gegenes thrax ab, eine Beschreibung dazu gibt es nicht. Er ist nicht mit der von Linné als Papilio thrax beschriebenen Art identisch. In den "Zuträge(n) zur Sammlung exotischer Schmetterlinge", die von Jacob Hübner 1818 begonnen wurde, und später von Carl Geyer fortgeführt wurde, wird von Carl Geyer 1837 allerdings vermerkt, dass Jacob Hübner keine neue Art aufstellen wollte, sondern den dort abgebildeten Schmetterling irrtümlicherweise mit der Linné´schen Art identifiziert hat. Da diese Notiz nicht von Hübner selbst stammt, kann nicht entschieden werden, ob Hübner tatsächlich eine neue Art aufstellen wollte oder die Linné'sche Art lediglich in die Gattung Gegenes transferiert hatte und eine andere Art irrtümlich mit der Linné'schen Art identifiziert hatte. Im letzteren Fall wäre der Name Gegenes thrax nicht verfügbar. Die meisten Autoren sehen in der Hübner'schen Veröffentlichung den Vorschlag einer neuen Art bzw. eines neuen wissenschaftlichen Namens; i. e. Gegenes thrax Hübner, 1821. Paul Mabille stellte 1878 die neue Gattung Erionota auf, 1893 bestimmte E. Y. Watson Papilio thrax Linné, 1767 zur Typusart von Erionote. Der in Fortsetzung der Hübner'schen Arbeit durch Carl Geyer 1837 unter dem Namen Celaenorrhinus Thrax publizierte Schmetterling ist weder mit Papilio thrax Linné, 1767 noch mit Gegenes thrax Hübner, 1821 identisch. Watson (1891) stellte dieses Exemplar in die Synonymie von Hesperia mathias Fabricius, 1798 (heute Pelopidas mathias). Die Typusart von Pelopidas Walker, 1870 ist Pelopidas midea Walker, 1870, ein jüngeres, subjektives Synonym von Pelopidas thrax (Hübner, 1821).
Aufgrund der Ähnlichkeit der Namen und der komplizierten Nomenklatur als auch der Ähnlichkeit von beiden Arten selber kam es (und kommt es immer noch) in der Literatur zu zahlreichen Verwechslungen. So wurde z. B. eine Dickkopffalterart, die auf Hawaii eingeschleppt wurde und dort Schäden in Bananenplantagen verursacht als Pelopidas thrax bezeichnet. Es handelt sich dabei um eine Verwechslung mit Erionota thrax. Zudem stellte Opler klar, dass die in Hawaii auftretende Art nicht Erionota thrax, sondern Erionota torus Evans ist.
Cock (2009) deutet die Möglichkeit an, dass es sich bei Pelopidas thrax um einen Artkomplex von mehreren, sehr nahe verwandten Arten handeln könnte. Angesichts des sehr großen Verbreitungsgebietes der Art ist dies nicht unwahrscheinlich.